# Sunshine. The EP
Sunshine. The EP – minialbum amerykańskiego zespołu OneRepublic, który został wydany 31 grudnia 2021. Na albumie zamieszczono cztery wersje utworu „Sunshine” – wersję oryginalną, akustyczną oraz dwa remiksy utworu. 

## Lista utworów
1. „Sunshine”
2. „Sunshine” (wersja akustyczna)
3. „Sunshine” (MOTI Remix)
4. „Sunshine” (Jacaranda Remix)

## Certyfikaty
| Kraj/region | Wydawca | Certyfikat  | Źródło |
| ----------- | ------- | ----------- | ------ |
| Australia   | ARIA    | Złota płyta | [ 2 ]  |